# هوية مكانية
الهوية المكانية يشير التعبير إلى مجموعة من الأفكار حول المكان وهويته في مجالات الجغرافيا والتخطيط العمراني والتصميم العمراني وتصميم المناظر الطبيعية وعلم النفس البيئي وعلم الاجتماع العمراني/وعلم الاجتماع البيئي. ويختص هذا المصطلح بمعنى الأماكن وأهميتها للقاطنين فيها ومستخدميها. وتتضمن منهجيات فهم هوية المكان أساليب نوعية في المقام الأول، مثل إجراء المقابلات الشخصية وملاحظة المشاركين وتحليل الخطاب وتخطيط مجموعة من العناصر المادية. ويستخدم بعض المخططين المعماريين والمصممين المعماريين ومهندسي المناظر الطبيعية أشكالاً من التخطيط القائم على التشاور ومجموعات حلول التصميم والتصميم التشاركي مع المجتمعات المحلية باعتبارها وسيلة للعمل مع هوية المكان لتعديل الأماكن الموجودة بالفعل فضلاً عن إيجاد أماكن جديدة. وفي بعض الأحيان، يشار إلى هذا النوع من عمليات التخطيط والتصميم باسم تصميم المرافق العامة.
ويطلق على الهوية المكانية في بعض الأحيان الشخصية الحضرية أو شخصية المنطقة السكنية أو الشخصية المحلية.
برزت قضية الهوية المكانية بوصفها إحدى القضايا التي تحظى بالاهتمام في التخطيط والتصميم العمراني خلال ربع القرن الماضي. ومع ازدهار الحركة العالمية لحماية المواقع ذات الأهمية الخاصة في التراث، ازدادت المخاوف بشأن فقد الشخصية الفردية والسمات المميزة بين الأماكن المختلفة نظرًا للتأثير الذي تتركه العولمة الثقافية عليها.